# Deniz Gamze Ergüven
Deniz Gamze Ergüven (Ankara, 4 giugno 1978) è una regista e sceneggiatrice turca naturalizzata francese.

## Carriera
Il suo film di debutto Mustang, presentato alla Quinzaine des Réalisateurs del Festival di Cannes 2015, è stato accolto in maniera molto positiva. Proposto dalla Francia come film per rappresentarla agli Oscar, ha ricevuto una candidatura ai premi Oscar 2016 come miglior film straniero, ai Golden Globe 2016 nella medesima categoria e nove candidature ai premi César 2016 fra cui miglior film, migliore opera prima e miglior regia. Il film ha vinto inoltre l'European Film Awards per la miglior rivelazione - Prix Fassbinder nel 2015. 

## Filmografia

### Cinema
- Mustang (2015)
- Kings (2017)

### Televisione
- Perry Mason – serie TV (2020-2023)